# Vaso Vasic
Vaso Vasic là một cầu thủ bóng đá người Serbia gốc Thụy Sĩ thi đấu cho Grasshoppers tại Giải bóng đá vô địch quốc gia Thụy Sĩ ở vị trí thủ môn.

## Sự nghiệp quốc tế
Vasic sinh ra ở Thụy Sĩ có gia đình gốc Serbia. Anh đại diện cho U-21 Serbia.